# Okpe
Okpe est un royaume et une zone de gouvernement local de l'État du Delta au Nigeria,.

## Souverain traditionnel
Le roi d'Okpe porte le titre d'Orodje d'Okpe. S.M. Orhue Ier est le souverain actuel.

### Liste des rois (Orodje) d'Okpe
1. Esezi Ier , règne de 1770 à 1779 environ.
2. Esezi II , règne de 1945 à 1966 environ.
3. Orhoro Ier , règne de 1972 à 2004 environ.
4. Orhue Ier , règne depuis 2015.

## Source
- (en) Cet article est partiellement ou en totalité issu de l’article de Wikipédia en anglais intitulé « Okpe » (voir la liste des auteurs).